# 5468 Хаматомбецу
5468 Хаматомбецу (5468 Hamatonbetsu) — астероїд головного поясу, відкритий 16 січня 1988 року.
Тіссеранів параметр щодо Юпітера — 3,227.